# Polycom

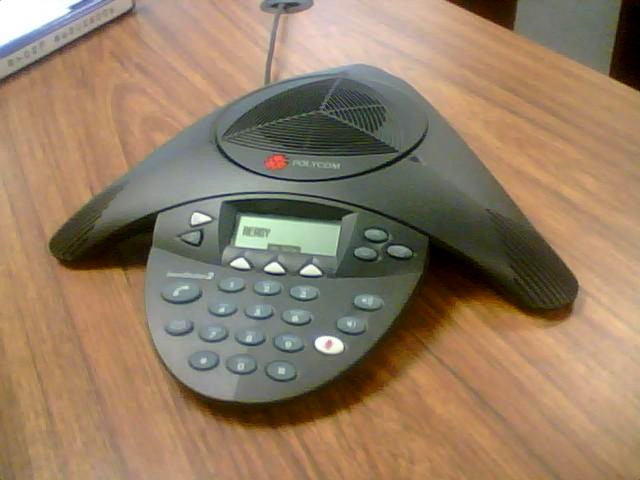
Polycom SoundStation IP 4000 SIP Konferenztelefon

Die Polycom, Inc. mit Sitz im kalifornischen San José war ein US-amerikanischer Hersteller von Telekommunikationsgeräten. Das Unternehmen stellte vor allem Audio- und Videokonferenzlösungen her, beschäftigte 2013 3.774 Angestellte und machte einen Umsatz in Höhe von 1,37 Milliarden Euro.
Polycom wurde im September 2016 zum Preis von rund zwei Milliarden US-Dollar von einer Konzerngesellschaft der Siris Capital Group übernommen.
Polycom war an der Schaffung wichtiger Audioformate beteiligt. Im Oktober 2001 kaufte Polycom die PictureTel Corporation auf, von der es die Rechte an der Siren-Formatfamilie übernahm. Im Rahmen der Study Group 16 der ITU-T war Polycom an der Standardisierung der auf Siren basierenden Verfahren G.722.1 und G.719 beteiligt. 
Das Unternehmen hält mehrere Software-Patente an Teilen der in diesen Formaten genutzten Algorithmen und vergibt kostenpflichtige Nutzungslizenzen.
Im August 2018 wurde Polycom vom Mitbewerber Plantronics für 2 Milliarden USD übernommen, Plantronics tritt seit dem mit der Marke Poly auf. 2022 wurde Plantronics von HP Inc. als Tochterunternehmen übernommen.